# Stockheim (Rhön-Grabfeld járás)
Stockheim település Németországban, azon belül Bajorországban. Lakosainak száma 1042 fő (2023. december 31.). Stockheim Willmars, Mellrichstadt és Ostheim vor der Rhön községekkel határos.

## Népesség
A település népessége az elmúlt években az alábbi módon változott:
| Lakosok száma | 818  | 1244 | 1124 | 1056 | 1135 | 1097 | 1096 | 1097 | 1038 | 1042 |
|               | 1875 | 1950 | 1975 | 1987 | 2012 | 2014 | 2016 | 2017 | 2021 | 2023 |